# Celeste Chlapaty
Celeste Chlapaty (née le 20 avril 1954) est une patineuse de vitesse sur piste courte américaine.

## Biographie
En 1973, elle remporte le championnat d'Amérique du Nord de patinage de vitesse d'intérieur, et elle remporte le titre national en 1976 et 1977.
En 1976, elle remporte les premiers Championnats du monde de patinage de vitesse sur piste courte.

## Prix et récompenses
Le 20 mai 1989, elle rejoint le National Speedskating Hall of Fame.